# Julien Moineau
Julien Moineau (Clichy, 27 de noviembre de 1903 - La Teste, 14 de mayo de 1980) fue un ciclista francés que fue profesional entre 1927 y 1937, en que consiguió 22 victorias.

## Palmarés
- 1927
  - 1.º en la París-Le Havre
  - 1.º en el Critérium National de Printemps
  - 1.º en el Circuito de Bourbonnais
  - 1.º en el Circuito de la Borgoña
  - 1.º en el Gran Premio Wolber, formando parte del equipo Alleluia
- 1928
  - Vencedor de una etapa en el Tour de Francia
- 1929
  - 1.º en el Circuito de la Mayenne
  - Vencedor de una etapa al Tour de Francia
- 1930
  - 1.º en la París-Limoges
  - 1.º en el Circuito de Bassin de Arcachon
  - 1.º en el Circuito de Forez
- 1931 
  - 1.º en la Arcachon-Biarritz
  - 1.º en el Premio de Lomagne
- 1932 
  - 1.º en la París-Tours
  - 1.º en la París-Limoges
- 1933
  - 1.º en la París-Limoges
  - 1.º en el Gran Premio de las Estaciones Termales de Cominges
- 1935
  - Vencedor de una etapa en el Tour de Francia

## Resultados en el Tour de Francia
- 1927. 8.º de la clasificación general
- 1928. 17.º de la clasificación general y una victoria de etapa
- 1929. Abandona (17.ª etapa) y una victoria de etapa
- 1932. 25.º de la clasificación general
- 1935. 30.º de la clasificación general y una victoria de etapa